# 115059 Nagykároly
(115059) Nagykároly, denumire internațională (115059) Nagykaroly, este un asteroid din centura principală de asteroizi.

## Descriere
115059 Nagykároly este un asteroid din centura principală de asteroizi. A fost descoperit pe 5 septembrie 2003 la Piszkesteto de Krisztián Sárneczky și Brigitta Sipőcz. Asteroidul prezintă o orbită caracterizată de o semiaxă mare de 3,00 ua, o excentricitate de 0,08 și o înclinație de 2,5° în raport cu ecliptica.